# Élection présidentielle autrichienne de 2016
L'élection présidentielle autrichienne de 2016 (en allemand : Bundespräsidentenwahl in Österreich 2016) a lieu les 24 avril, 22 mai et 4 décembre 2016 afin d'élire le président fédéral de la République d'Autriche pour un mandat de six ans.
Le chef de l'État sortant, le social-démocrate Heinz Fischer, élu en 2004 et réélu en 2010, ne peut pas solliciter un troisième mandat. Six candidats se présentent à cette élection, soit le nombre le plus important de candidats à la présidence de la République depuis 1951.
À l'issue du premier tour, les deux candidats en tête sont Norbert Hofer, soutenu par le Parti de la liberté d'Autriche (FPÖ), et Alexander Van der Bellen, indépendant mais soutenu par Les Verts, dont il a été le président, qui rassemblent respectivement 35,1 % et 21,3 % des voix. Ce scrutin est historique car, pour la première fois depuis 1951, le second tour n'est pas disputé par l'un des candidats soutenus par les deux grands partis autrichiens que sont le Parti social-démocrate (SPÖ) et le Parti populaire (ÖVP), ces derniers étant relégués respectivement à la quatrième et à la cinquième places du premier tour.
Le soir du second tour, le résultat n'est pas disponible en raison d'un écart de voix insuffisant pour déterminer le gagnant de l'élection. Norbert Hofer reconnait finalement sa défaite face à Alexander Van der Bellen, qui l'emporte avec seulement 50,3 % des voix. Cependant, plusieurs irrégularités entraînent l'ouverture d'une enquête auprès de la Cour constitutionnelle autrichienne, qui invalide le second tour de scrutin le 1er juillet 2016. Un nouveau second tour est alors prévu pour le 2 octobre puis est reporté au 4 décembre à la suite de la distribution de bulletins de vote défectueux fournis par le ministère de l'Intérieur.
Lors du second tour le 4 décembre, le candidat écologiste Alexander Van der Bellen l'emporte une nouvelle fois, plus largement. Le candidat de l'extrême droite Norbert Hofer reconnaît finalement sa défaite.

## Contexte
Le 25 avril 2004, le social-démocrate Heinz Fischer a été élu président fédéral de la République d'Autriche en recueillant 52,3 % des voix face à la conservatrice Benita Ferrero-Waldner, à l'issue du premier tour de scrutin. Il succède, le 8 juillet suivant, à Thomas Klestil, décédé deux jours plus tôt à la suite d'une longue maladie, pour un mandat de six ans, renouvelable une seule fois.
Six ans plus tard, en 2010, Heinz Fischer se déclare candidat à sa propre succession. Largement favori de ce nouveau scrutin présidentiel, le chef de l'État sortant est opposé à deux autres candidats : Barbara Rosenkranz, soutenue par le FPÖ, et Rudolf Gehring, représentant du Parti chrétien d'Autriche (CPÖ). À l'issue d'une campagne électorale marquée par les dérapages répétés de la candidate d'extrême droite, Fischer est largement réélu à la présidence de la République avec 79,3 % des voix. La Constitution fédérale l'empêche de se présenter à l'élection présidentielle de 2016, le mandat du chef de l'État n'étant renouvelable qu'une seule fois.

## Mode de scrutin

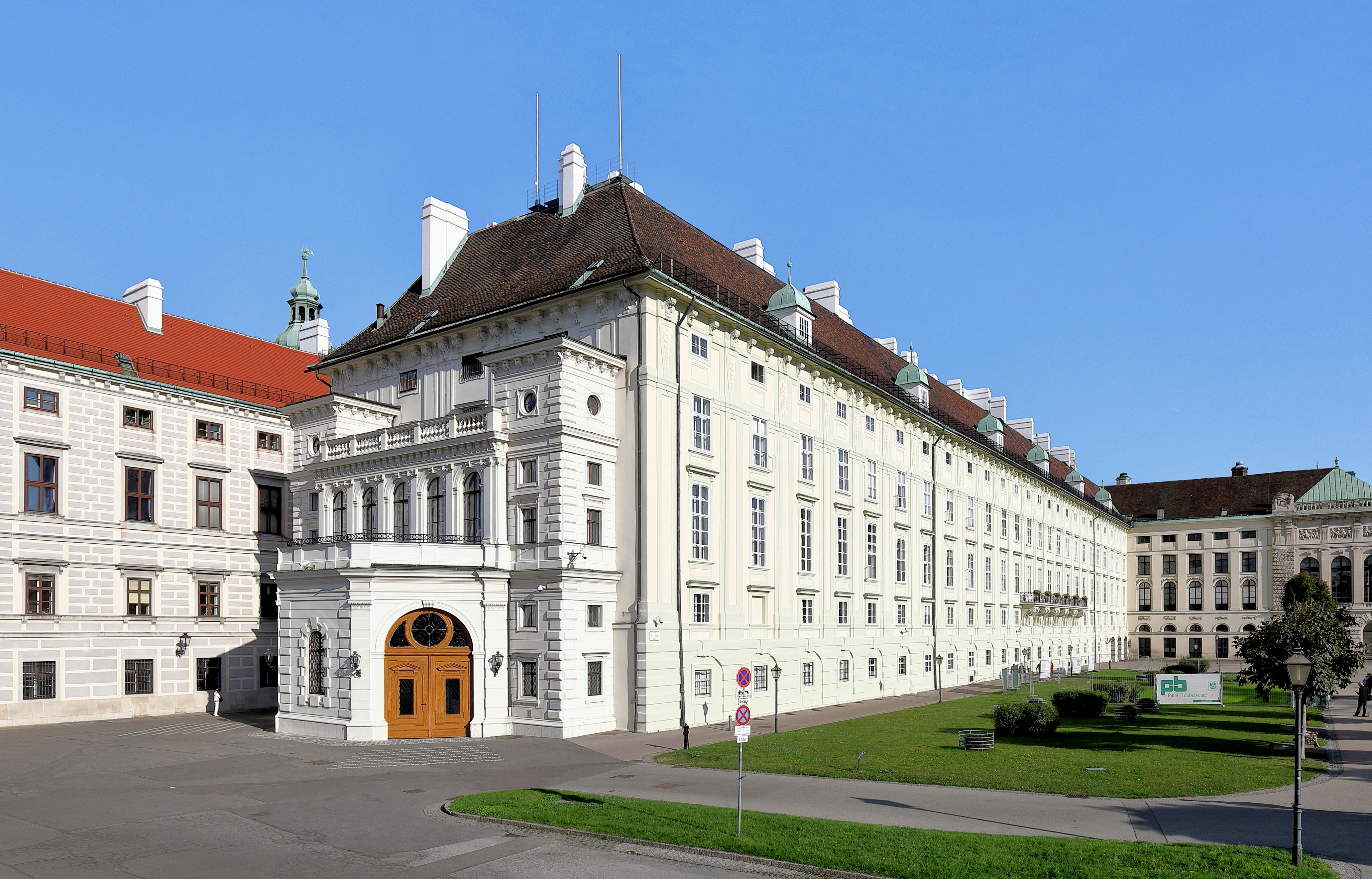
Hofburg, le siège de la présidence fédérale de la République d'Autriche.

Le président fédéral de la République d'Autriche (en allemand : Bundespräsident der Republik Österreich) est élu au scrutin uninominal majoritaire à deux tours pour un mandat de six ans, renouvelable une seule fois de manière consécutive. Est élu le candidat qui remporte la majorité absolue des suffrages exprimés au premier tour. À défaut, un second tour est convoqué quatre semaines plus tard entre les deux candidats arrivés en tête du premier tour, et celui ayant recueilli le plus grand nombre de suffrages est déclaré élu.
Tout citoyen âgé d'au moins 35 ans révolus au 1er janvier de l'année électorale peut présenter sa candidature à la présidence de la République à condition qu'il ait recueilli au moins 6 000 parrainages de citoyens autrichiens. Du fait d'une modification de la loi électorale et constitutionnelle datant du 1er octobre 2011 approuvée par les deux chambres du Parlement fédéral, des membres de la maison impériale et royale de Habsbourg-Lorraine ou de la maison de Habsbourg, qui ont régné sur l'Autriche, peuvent pour la première fois présenter leur candidature lors de cette élection présidentielle.

## Candidats

### Norbert Hofer
En 2010, le FPÖ désigne comme candidate Barbara Rosenkranz, une femme politique controversée du fait de ses déclarations ambiguës à propos du régime nazi ; elle est largement battue par le président Fischer à l'issue du premier tour. Le 28 janvier 2016, le troisième président du Conseil national, Norbert Hofer, est choisi comme candidat à l'élection présidentielle. À 44 ans, il est le plus jeune candidat à cette élection présidentielle.

### Rudolf Hundstorfer
Candidat longtemps considéré comme le plus probable du Parti social-démocrate (SPÖ), dirigé par le chancelier Werner Faymann et dont est issu le chef de l'État sortant Heinz Fischer, le ministre du Travail Rudolf Hundstorfer est finalement désigné candidat à l'élection présidentielle à l'issue d'un comité politique du parti, le 15 janvier 2015. D'autres noms étaient mentionnés pour cette candidature comme ceux de la présidente du Conseil national, Doris Bures, et de l'ancien chancelier social-démocrate Franz Vranitzky. Âgé de 64 ans, Rudolf Hundstorfer est un proche du chancelier Faymann, dont il est l'un des ministres depuis 2008 ; il démissionne du gouvernement le 26 janvier 2016 pour se consacrer à sa candidature présidentielle.

### Irmgard Griss
Âgée de 69 ans, Irmgard Griss, présidente de la Cour suprême de 2007 à 2011, déclare sa candidature le 17 décembre 2015. Aucun parti ne la soutenant, elle se revendique comme « indépendante » bien que le parti libéral NEOS se déclare prêt à la soutenir tant qu'elle ne se réclame pas d'une formation politique. Régulièrement citée comme une possible candidate entre 2014 et 2015, elle dément toute candidature jusqu'à sa déclaration publique, qu'elle met en scène via une vidéo postée sur YouTube.

### Andreas Khol
Lors de la précédente élection présidentielle, le Parti populaire autrichien (ÖVP), alliés du SPÖ dans le cadre d'une grande coalition, ne présente de candidat sans toutefois soutenir la candidature du chef de l'État sortant, Heinz Fischer. Cette fois-ci, il décide de présenter son propre candidat en la personne d'Andreas Khol, désigné le 10 janvier 2016. Âgé de 74 ans, il est le président du Conseil national de 2002 à 2006. Avant sa désignation, les sondages montrent une certaine préférence de l'opinion à l'égard d'une candidature du Landeshauptmann de Basse-Autriche, Erwin Pröll, sans que celui-ci n'exprime d'intérêt pour une candidature.

### Richard Lugner
Richard Lugner (en) entre en politique en 1990. Lors de l'élection présidentielle de 1998, il termine au quatrième rang (sur cinq candidats) avec 9,91 % de voix.
À l'occasion des élections législatives de 1999, il crée une plateforme baptisée Les Indépendants, qui ne reçoit que 1,02 % des voix et n'obtient donc aucun siège au Conseil national.

### Alexander Van der Bellen
Porte-parole des Verts de 1997 à 2008, l'économiste Alexander Van der Bellen, âgé de 72 ans, déclare sa candidature à l'élection présidentielle dans une vidéo publiée sur YouTube. Refusant d'être officiellement soutenu par une formation politique malgré l'appui financier des Verts, il fait figure de favori d'après les diverses enquêtes d'opinion qui le donnent en tête du premier tour de scrutin.

## Sondages d'opinion

### Premier tour
| Date            | Photographie de Rudolf Hundstorfer | Photographie d'Andreas Khol | Photographie de Norbert Hofer | Photographie d'Alexander Van der Bellen | photographie d'Irmgard Griss | Écart (points) |
| --------------- | ---------------------------------- | --------------------------- | ----------------------------- | --------------------------------------- | ---------------------------- | -------------- |
| Date            |                                    |                             |                               |                                         |                              | Écart (points) |
| Date            | Rudolf Hundstorfer                 | Andreas Khol                | Norbert Hofer                 | Alexander Van der Bellen                | Irmgard Griss                | Écart (points) |
| 28 janvier 2016 | 17 %                               | 15 %                        | 8 %                           | 33 %                                    | 27 %                         | + 6            |
| 30 janvier 2016 | 23 %                               | 14 %                        | 17 %                          | 26 %                                    | 20 %                         | + 6            |
| 4 février 2016  | 17 %                               | 13 %                        | 19 %                          | 28 %                                    | 22 %                         | + 6            |
| 5 février 2016  | 15 %                               | 17 %                        | 20 %                          | 29 %                                    | 18 %                         | + 9            |
| 25 février 2016 | 16 %                               | 14 %                        | 19 %                          | 27 %                                    | 19 %                         | + 8            |
| 27 février 2016 | 19-20 %                            | 19-20 %                     | 16-17 %                       | 24-25 %                                 | 18-19 %                      | + 5            |
| 10 mars 2016    | 16 %                               | 16 %                        | 19 %                          | 26 %                                    | 19 %                         | + 7            |
| 23 mars 2016    | 19 %                               | 10 %                        | 22 %                          | 26 %                                    | 20 %                         | + 4            |
| 24 mars 2016    | 21 %                               | 15 %                        | 21 %                          | 19 %                                    | 13 %                         | + 2            |

### Second tour annulé (mai 2016)
| Date            | photographie d'Alexander van der Bellen | photographie de Norbert Hofer | Écart (points) |
| --------------- | --------------------------------------- | ----------------------------- | -------------- |
| Date            |                                         |                               | Écart (points) |
| Date            | Alexander Van der Bellen                | Norbert Hofer                 | Écart (points) |
| 5 février 2016  | 39 %                                    | 27 %                          | + 12           |
| 25 février 2016 | 58 %                                    | 42 %                          | + 16           |
| 10 mars 2016    | 55 %                                    | 45 %                          | + 10           |
| 29 avril 2016   | 50 %                                    | 50 %                          | 0              |
| 11 mai 2016     | 47,7 %                                  | 52,3 %                        | + 4,6          |
| 12 mai 2016     | 47 %                                    | 53 %                          | + 6            |

### Second tour (décembre 2016)
| Date              | photographie d'Alexander van der Bellen | photographie de Norbert Hofer | Écart (points) |
| ----------------- | --------------------------------------- | ----------------------------- | -------------- |
| Date              |                                         |                               | Écart (points) |
| Date              | Alexander Van der Bellen                | Norbert Hofer                 | Écart (points) |
| 10 juin 2016      | 50,6 %                                  | 49,4 %                        | + 1,2          |
| 27 juin 2016      | 50,6 %                                  | 49,4 %                        | + 1,2          |
| 6 juillet 2016    | 37 %                                    | 37 %                          | 0              |
| 6 juillet 2016    | 49 %                                    | 51 %                          | + 2            |
| 28 juillet 2016   | 48 %                                    | 52 %                          | + 4            |
| 11 août 2016      | 48 %                                    | 52 %                          | + 4            |
| 24 août 2016      | 47 %                                    | 53 %                          | + 6            |
| 2 septembre 2016  | 51 %                                    | 49 %                          | + 2            |
| 8 septembre 2016  | 48 %                                    | 52 %                          | + 4            |
| 8 septembre 2016  | 51 %                                    | 49 %                          | + 2            |
| 15 septembre 2016 | 49 %                                    | 51 %                          | + 2            |
| 24 septembre 2016 | 49 %                                    | 51 %                          | + 2            |
| 6 octobre 2016    | 50 %                                    | 50 %                          | 0              |

## Irrégularités et annulation du second tour
Dans plusieurs bureaux de vote, le dépouillement des votes par correspondance pour le second tour aurait commencé de façon anticipée et en l'absence de toute commission de contrôle. Le président du FPÖ, Heinz-Christian Strache, déclare que ces votes, qui ne devraient a priori pas modifier le résultat final s'ils étaient annulés, « doivent être vérifiés par des juristes et des gens indépendants »,,,,. Une enquête est ouverte pour irrégularités le 25 mai 2016.
Le 8 juin 2016, Heinz-Christian Strache conteste le résultat de l'élection présidentielle auprès de la Cour constitutionnelle en déposant trois actions en annulation. Il met notamment en avant des irrégularités dans les modalités du dépouillement des votes par correspondance (qui auraient été sortis avant l’arrivée des fonctionnaires chargés de les dépouiller dans 82 localités) et des indices de manipulation dans 117 communes, ce qui irait selon lui « au-delà des 30 000 votes » séparant les deux candidats. La Cour constitutionnelle annonce aussitôt qu'elle rendra son verdict avant la prestation de serment d'Alexander Van der Bellen, qui doit alors avoir lieu le 8 juillet 2016.
La Cour constitutionnelle commence à examiner les recours le 21 juin 2016. L'audience publique doit durer quatre jours et 90 témoins doivent être entendus.
Le 1er juillet, la Cour constitutionnelle annonce que le second tour de l'élection est annulé, pour cause d'irrégularités, et qu'un nouveau scrutin devra être organisé dans toute l'Autriche. Après la fin du mandat de Heinz Fischer, l'intérim à la tête de l'État sera assuré par les présidents du Conseil national, la chambre basse du Parlement. Le second tour est alors prévu pour le 2 octobre 2016. L'annulation du second tour donne l'effet d'un coup de tonnerre et le ministre de l'Intérieur autrichien, Wolfgang Sobotka, se dit choqué et réclame des observateurs, ce que le chancelier Christian Kern refuse catégoriquement le 2 juillet en affirmant que cela serait une catastrophe pour la réputation de l'Autriche et donnerait une « vision faussée du pays ». Sobotka effectue tout de même une demande officielle par le biais du ministère autrichien des Affaires étrangères. Des médias autrichiens accusent le pouvoir d'être une république bananière et notamment d'être le « seul pays hors d'Afrique mis à part le Kazakhstan à ne pas savoir compter le nombre de voix »,,. Ces accusations donnent lieu à une polémique et deviennent encore plus violentes à la suite du possible report de l’élection du fait de la distribution par le ministère de l'Intérieur de bulletins de vote défectueux ne permettant pas une protection du vote,.
Le 8 juillet, à l'expiration du mandat présidentiel du président sortant, Heinz Fischer, un « corps collégial » formé par les trois présidents du Conseil national, dont Hofer lui-même, est mis en place pour assurer l'intérim.
Le 12 septembre, le second tour prévu le 2 octobre est reporté au 4 décembre à la suite de la distribution de bulletins de vote défectueux.

## Résultats

### Au niveau national
| Candidat               | Candidat                 | Parti                  | 1er tour  | 1er tour | 2d tour (annulé) | 2d tour (annulé) | 2d tour   | 2d tour |
| Candidat               | Candidat                 | Parti                  | Voix      | %        | Voix             | %                | Voix      | %       |
| ---------------------- | ------------------------ | ---------------------- | --------- | -------- | ---------------- | ---------------- | --------- | ------- |
|                        | Norbert Hofer            | FPÖ                    | 1 499 971 | 35,05    | 2 223 458        | 49,65            | 2 124 661 | 46,21   |
|                        | Alexander Van der Bellen | Grünen                 | 913 218   | 21,34    | 2 254 484        | 50,35            | 2 472 892 | 53,79   |
|                        | Irmgard Griss            | Sans                   | 810 641   | 18,94    |                  |                  |           |         |
|                        | Rudolf Hundstorfer       | SPÖ                    | 482 790   | 11,28    |                  |                  |           |         |
|                        | Andreas Khol             | ÖVP                    | 475 767   | 11,12    |                  |                  |           |         |
|                        | Richard Lugner           | Sans                   | 96 783    | 2,26     |                  |                  |           |         |
|                        |                          |                        |           |          |                  |                  |           |         |
| Suffrages exprimés     | Suffrages exprimés       | Suffrages exprimés     | 4 279 170 | 97,88    | 4 472 171        | 96,44            | 4 597 553 | 96,80   |
| Blancs et nuls         | Blancs et nuls           | Blancs et nuls         | 92 742    | 2,12     | 165 212          | 3,56             | 151 851   | 3,20    |
| Total                  | Total                    | Total                  | 4 371 912 | 100      | 4 643 154        | 100              | 4 749 404 | 100     |
| Abstention             | Abstention               | Abstention             | 2 010 595 | 31,50    | 1 739 353        | 27,25            | 1 650 168 | 25,80   |
| Inscrits/Participation | Inscrits/Participation   | Inscrits/Participation | 6 382 507 | 68,50    | 6 382 507        | 72,75            | 6 399 572 | 74,20   |

### Sur une carte

#### Au premier tour

Candidat arrivé en tête par district
Candidat arrivé en tête par commune
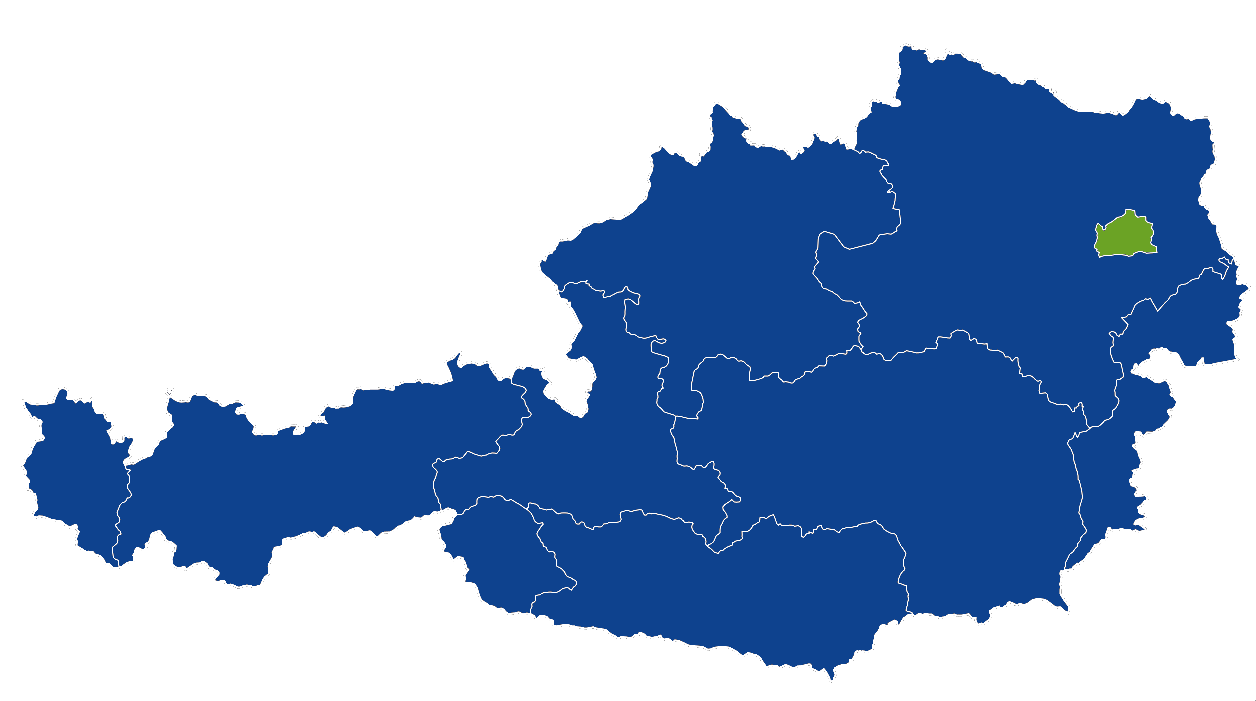
Candidat arrivé en tête par land

- Norbert Hofer
- Alexander Van der Bellen

#### Au second tour annulé

Candidat arrivé en tête par district
Candidat arrivé en tête par commune
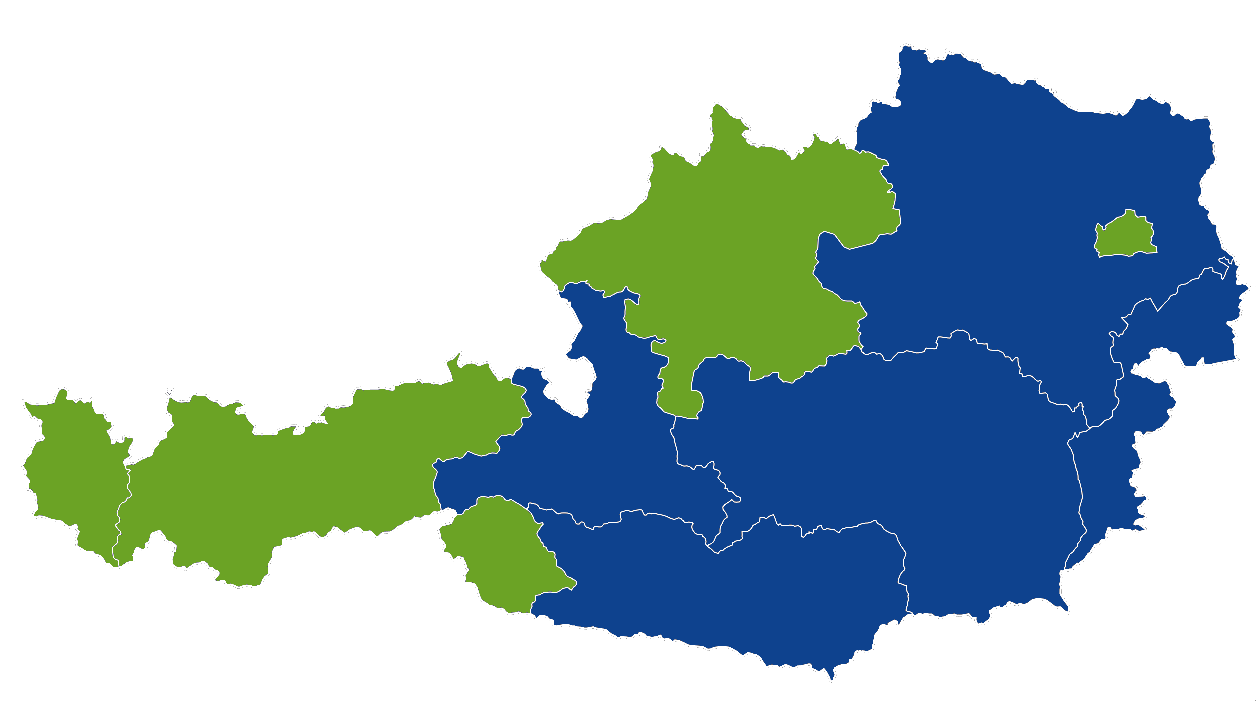
Candidat arrivé en tête par land

- Norbert Hofer
- Alexander Van der Bellen

#### Au second tour

Candidat arrivé en tête par district
Candidat arrivé en tête par commune
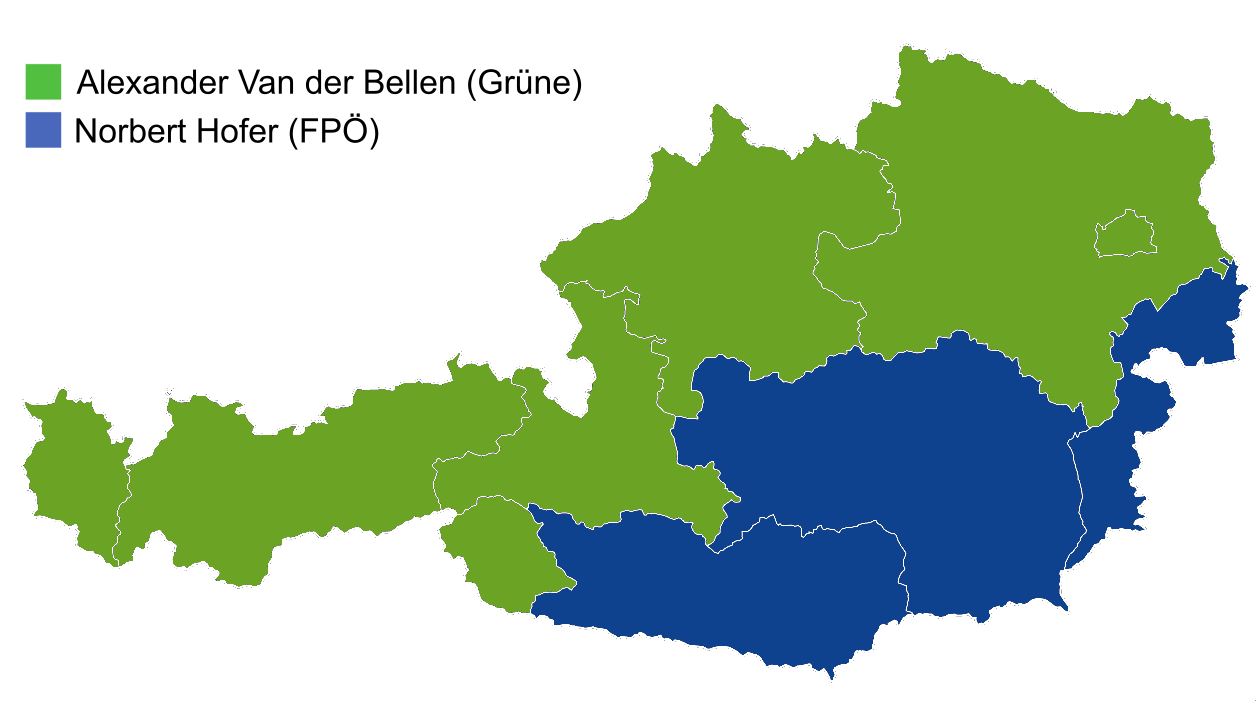
Candidat arrivé en tête par land

- Norbert Hofer
- Alexander Van der Bellen

### Par État

#### Premier tour
| État           | Norbert Hofer | Norbert Hofer | Alexander Van der Bellen | Alexander Van der Bellen | Irmgard Griss | Irmgard Griss | Rudolf Hundstorfer | Rudolf Hundstorfer | Andreas Khol | Andreas Khol | Richard Lugner (en) | Richard Lugner (en) |
| État           | Voix          | %             | Voix                     | %                        | Voix          | %             | Voix               | %                  | Voix         | %            | Voix                | %                   |
| -------------- | ------------- | ------------- | ------------------------ | ------------------------ | ------------- | ------------- | ------------------ | ------------------ | ------------ | ------------ | ------------------- | ------------------- |
| Basse-Autriche | 342 568       | 35,6          | 174 569                  | 18,1                     | 168 148       | 17,5          | 114 577            | 11,9               | 136 697      | 14,2         | 26 064              | 2,7                 |
| Burgenland     | 73 676        | 41,9          | 23 278                   | 13,2                     | 21 870        | 12,4          | 30 802             | 17,5               | 22 910       | 13,0         | 3 317               | 1,9                 |
| Carinthie      | 110 776       | 38,8          | 40 934                   | 14,3                     | 65 400        | 22,9          | 38 714             | 13,6               | 19 782       | 6,9          | 9 704               | 3,4                 |
| Haute-Autriche | 263 487       | 35,1          | 153 436                  | 20,5                     | 131 013       | 17,5          | 88 419             | 11,8               | 99 432       | 13,3         | 14 259              | 1,9                 |
| Salzbourg      | 99 476        | 37,3          | 51 735                   | 19,4                     | 47 856        | 18,0          | 26 200             | 9,8                | 35 038       | 13,2         | 6 054               | 2,3                 |
| Styrie         | 255 552       | 38,8          | 113 877                  | 17,3                     | 143 176       | 21,8          | 67 945             | 10,3               | 63 866       | 9,7          | 13 511              | 2,1                 |
| Tyrol          | 109 552       | 35,5          | 75 190                   | 24,4                     | 59 372        | 19,2          | 18 796             | 6,1                | 38 969       | 12,6         | 6 660               | 2,2                 |
| Vienne         | 200 933       | 27,7          | 237 765                  | 32,7                     | 138 577       | 19,1          | 91 030             | 12,5               | 43 627       | 6,0          | 14 131              | 1,9                 |
| Vorarlberg     | 43 951        | 30,0          | 42 434                   | 29,0                     | 35 229        | 24,1          | 6 307              | 4,3                | 15 446       | 10,5         | 3 083               | 2,1                 |

#### Second tour annulé
| État           | Norbert Hofer | Norbert Hofer | Alexander Van der Bellen | Alexander Van der Bellen |
| État           | Voix          | %             | Voix                     | %                        |
| -------------- | ------------- | ------------- | ------------------------ | ------------------------ |
| Basse-Autriche | 513 814       | 52,6          | 462 622                  | 47,4                     |
| Burgenland     | 97 073        | 63,0          | 57 077                   | 37,0                     |
| Carinthie      | 169 564       | 58,1          | 122 299                  | 41,9                     |
| Haute-Autriche | 376 647       | 48,7          | 397 119                  | 51,3                     |
| Salzbourg      | 144 938       | 52,8          | 129 569                  | 47,2                     |
| Styrie         | 381 955       | 56,2          | 297 400                  | 43,8                     |
| Tyrol          | 169 587       | 48,6          | 179 281                  | 51,4                     |
| Vienne         | 288 608       | 36,7          | 498 168                  | 63,3                     |
| Vorarlberg     | 71 217        | 41,4          | 100 777                  | 58,6                     |

#### Second tour
| État           | Norbert Hofer | Norbert Hofer | Alexander Van der Bellen | Alexander Van der Bellen |
| État           | Voix          | %             | Voix                     | %                        |
| -------------- | ------------- | ------------- | ------------------------ | ------------------------ |
| Basse-Autriche | 498 849       | 49,3          | 501 134                  | 50,7                     |
| Burgenland     | 102 147       | 58,1          | 73 581                   | 41,9                     |
| Carinthie      | 167 425       | 54,6          | 139 276                  | 45,4                     |
| Haute-Autriche | 356 619       | 44,7          | 440 631                  | 55,3                     |
| Salzbourg      | 135 483       | 48,0          | 146 616                  | 52,0                     |
| Styrie         | 363 778       | 52,7          | 325 960                  | 47,3                     |
| Tyrol          | 166 650       | 45,3          | 201 160                  | 54,7                     |
| Vienne         | 278 894       | 34,3          | 533 697                  | 65,7                     |
| Vorarlberg     | 67 791        | 37,5          | 113 122                  | 62,5                     |

### Analyse sociologique des résultats du1ertour
| Catégorie                                    | Hofer | Van der Bellen | Griss | Hundstorfer | Khol | Lugner |
| -------------------------------------------- | ----- | -------------- | ----- | ----------- | ---- | ------ |
| Catégorie                                    |       |                |       |             |      |        |
| Sexe                                         |       |                |       |             |      |        |
| Hommes                                       | 45 %  | 17 %           | 12 %  | 12 %        | 10 % | 4 %    |
| Femmes                                       | 27 %  | 22 %           | 26 %  | 11 %        | 13 % | 1 %    |
| Âge                                          |       |                |       |             |      |        |
| Moins de 29 ans                              | 38 %  | 29 %           | 12 %  | 9 %         | 10 % | 2 %    |
| 30-59 ans                                    | 38 %  | 20 %           | 21 %  | 11 %        | 8 %  | 3 %    |
| Plus de 60 ans                               | 33 %  | 10 %           | 19 %  | 15 %        | 20 % | 2 %    |
| Âge et sexe                                  |       |                |       |             |      |        |
| Hommes de moins de 29 ans                    | 51 %  | 28 %           | 4 %   | 4 %         | 10 % | 3 %    |
| Hommes de 30-59 ans                          | 45 %  | 17 %           | 13 %  | 14 %        | 7 %  | 4 %    |
| Hommes de plus de 60 ans                     | 41 %  | 8 %            | 16 %  | 16 %        | 18 % | 2 %    |
| Femmes de moins de 29 ans                    | 21 %  | 30 %           | 23 %  | 16 %        | 10 % | 0 %    |
| Femmes de 30-59 ans                          | 30 %  | 24 %           | 29 %  | 7 %         | 9 %  | 1 %    |
| Femmes de plus de 60 ans                     | 26 %  | 13 %           | 22 %  | 15 %        | 23 % | 1 %    |
| Statut                                       |       |                |       |             |      |        |
| Ouvrier                                      | 72 %  | 5 %            | 5 %   | 10 %        | 2 %  | 5 %    |
| Employé                                      | 37 %  | 23 %           | 23 %  | 10 %        | 7 %  | 1 %    |
| Fonctionnaire                                | 24 %  | 30 %           | 18 %  | 20 %        | 8 %  | 0 %    |
| Indépendant                                  | 24 %  | 30 %           | 21 %  | 8 %         | 11 % | 5 %    |
| Retraité                                     | 34 %  | 11 %           | 20 %  | 16 %        | 17 % | 2 %    |
| Études                                       |       |                |       |             |      |        |
| École obligatoire                            | 43 %  | 12 %           | 12 %  | 14 %        | 14 % | 5 %    |
| Apprentissage                                | 51 %  | 11 %           | 16 %  | 11 %        | 9 %  | 3 %    |
| Lycée sans diplôme                           | 34 %  | 18 %           | 16 %  | 15 %        | 16 % | 1 %    |
| Baccalauréat                                 | 13 %  | 39 %           | 25 %  | 9 %         | 13 % | 0 %    |
| Université                                   | 15 %  | 35 %           | 33 %  | 8 %         | 8 %  | 0 %    |
| Syndicats                                    |       |                |       |             |      |        |
| Membre                                       | 32 %  | 17 %           | 15 %  | 26 %        | 8 %  | 2 %    |
| Pas membre                                   | 39 %  | 20 %           | 20 %  | 6 %         | 13 % | 2 %    |
| Situation de l'Autriche ces dernières années |       |                |       |             |      |        |
| Tendance positif                             | 10 %  | 31 %           | 19 %  | 17 %        | 20 % | 3 %    |
| Tendance négative                            | 55 %  | 11 %           | 17 %  | 5 %         | 8 %  | 3 %    |
| Pas de changement                            | 19 %  | 27 %           | 20 %  | 19 %        | 14 % | 1 %    |
| Attitude envers la politique autrichienne    |       |                |       |             |      |        |
| Satisfait                                    | 10 %  | 24 %           | 15 %  | 28 %        | 20 % | 3 %    |
| Déçu                                         | 29 %  | 24 %           | 24 %  | 8 %         | 13 % | 1 %    |
| En colère                                    | 60 %  | 12 %           | 13 %  | 5 %         | 6 %  | 3 %    |
| Travail gouvernemental                       |       |                |       |             |      |        |
| Très / Assez satisfaisant                    | 14 %  | 25 %           | 17 %  | 24 %        | 17 % | 3 %    |
| Pas du tout ou peu satisfaisant              | 48 %  | 17 %           | 19 %  | 5 %         | 8 %  | 2 %    |